# الخالفية
الخالفية هي قرية مغربية وسط شمال البلاد. تقع الخالفية بإقليم الفقيه بنصالح وتضم 14.341 نسمة (إحصاء رسمي 2004).